# حسان عباس (كاتب سوري)
حسان عباس (15 أبريل 1955- 7 مارس 2021)، كاتب وأستاذ جامعي سوري. ولد في مدينة مصياف في محافظة حماه وسط سوريا، وهو خريج جامعة السوربون عام 1992  حاصل على وسام السعفات الأكاديمية الفرنسي عام 2001.

## أعماله
- دليل المواطنة
- سوريا رؤية من السماء.
- الجسد في رواية الحرب السورية
- الموسيقى التقليدية في سوريا
- منتدى الجمعة الثقافي [7]

## وفاته
توفي يوم الأحد 7 مارس / آذار عام 2021 في مدينة دبي في الإمارات العربية المتحدة إثر مرضه في السرطان.